# 三和地区
三和地区（さんわちく）は、千葉県市原市の10地区のうち、市原市役所三和支所が管轄している地区。旧三和町を構成していた範囲とほぼ一致する。

## 概要
市原市市制施行に際し合併した5町のうちの一つの旧三和町を構成地区としている。市原市の旧町村でわけた7つの地区の中では南総地区に続いて5番目に人口が多い。

## 地理

### 地名
- 海士有木
- 相川
- 大坪
- 山倉
- 福増
- 松崎
- 磯ケ谷
- 山田
- 二日市場
- 土宇
- 櫃狭
- 新堀
- 川在
- 新巻
- 大桶
- 糸久
- 新生
- 浅井小向
- 安須
- 高坂
- 分目
- 宮原
- 光風台
- 新生分目十五沢権現堂糸久入会

### 河川
- 養老川

### ニュータウン
- 光風台

## 歴史

### 沿革

#### 年表
- 1963年5月1日 - 市原市市制施行に伴い市原市の三和地区となる[3]。

## 世帯数・人口
|                  | 世帯数    | 人口     | 人口    | 高齢人口 | 備考              |
| 総数             | 世帯数    | 高齢     | 割合    |          | 備考              |
| ---------------- | --------- | -------- | ------- | -------- | ----------------- |
| 海上小学校学区   | 750世帯   | 2,180人  | 614人   | 28.17%   | 2015年のデータ    |
| 市西小学校学区   | 1,760世帯 | 4,566人  | 1,246人 | 27.29%   | 2015年のデータ    |
| 養老小学校学区   | 1,382世帯 | 3,791人  | 1,074人 | 28.33%   | 2015年のデータ    |
| 光風台小学校学区 | 3,045世帯 | 8,255人  | 1,346人 | 16.31%   | 2015年のデータ    |
| 三和地区合計     | ー        | 13,270人 | 5,760人 | 43.40%   | 2022年9月のデータ |

## 施設

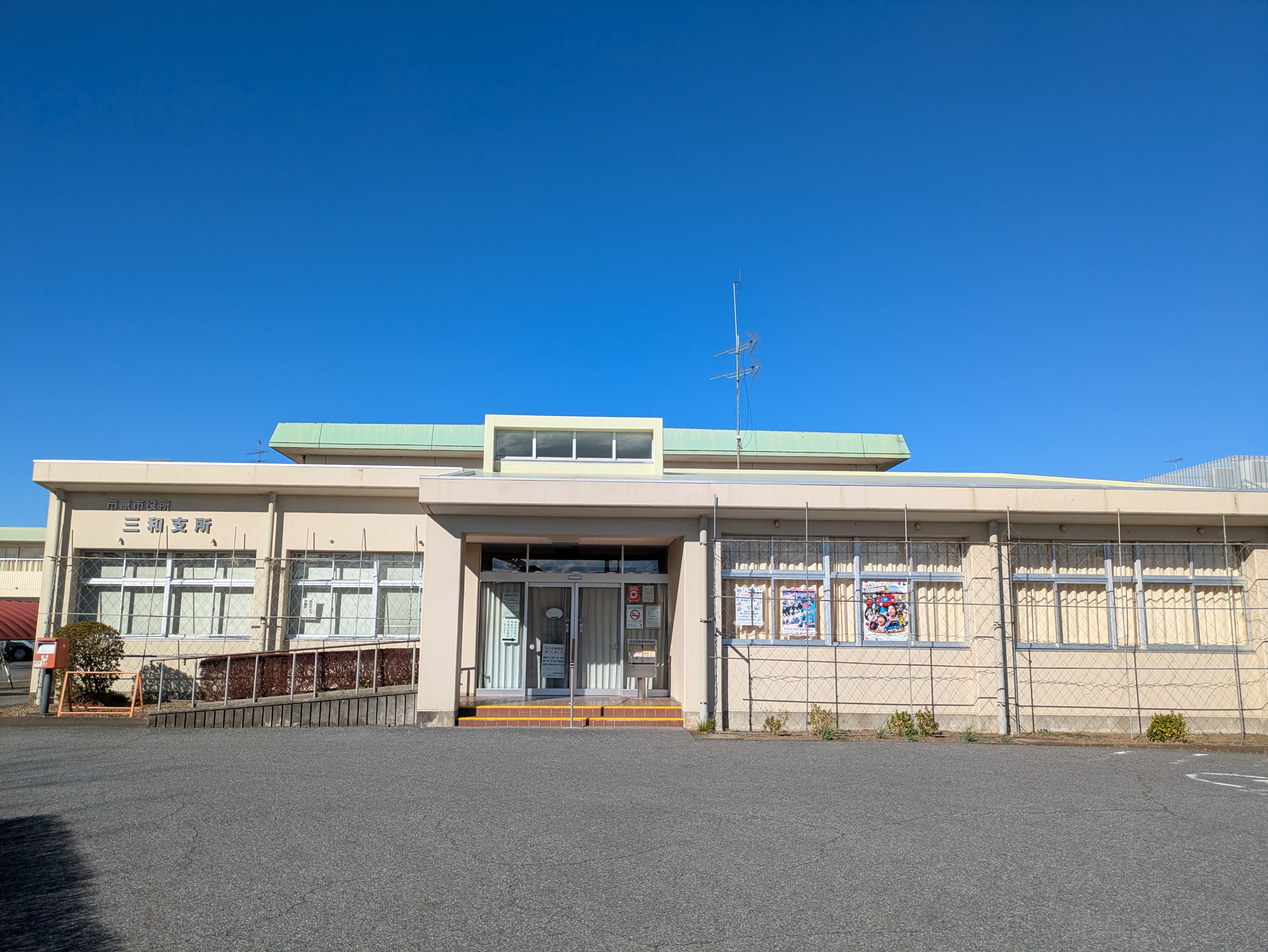
市原市役所三和支所

### 公共施設
- 市原市役所三和支所
- 市原市立三和コミュニティーセンター
- 市原市消防局中央消防署光風台分署
- 福増クリーンセンター

### 小学校
- 市原市立海上小学校
- 市原市立市西小学校
- 市原市立養老小学校
- 市原市立光風台小学校

### 中学校
- 市原市立三和中学校
- 市原市立双葉中学校

### 高等学校
- 学校法人君津学園市原中央高等学校

## 行事
- 10月 - 三和地区市民体育祭

## 交通

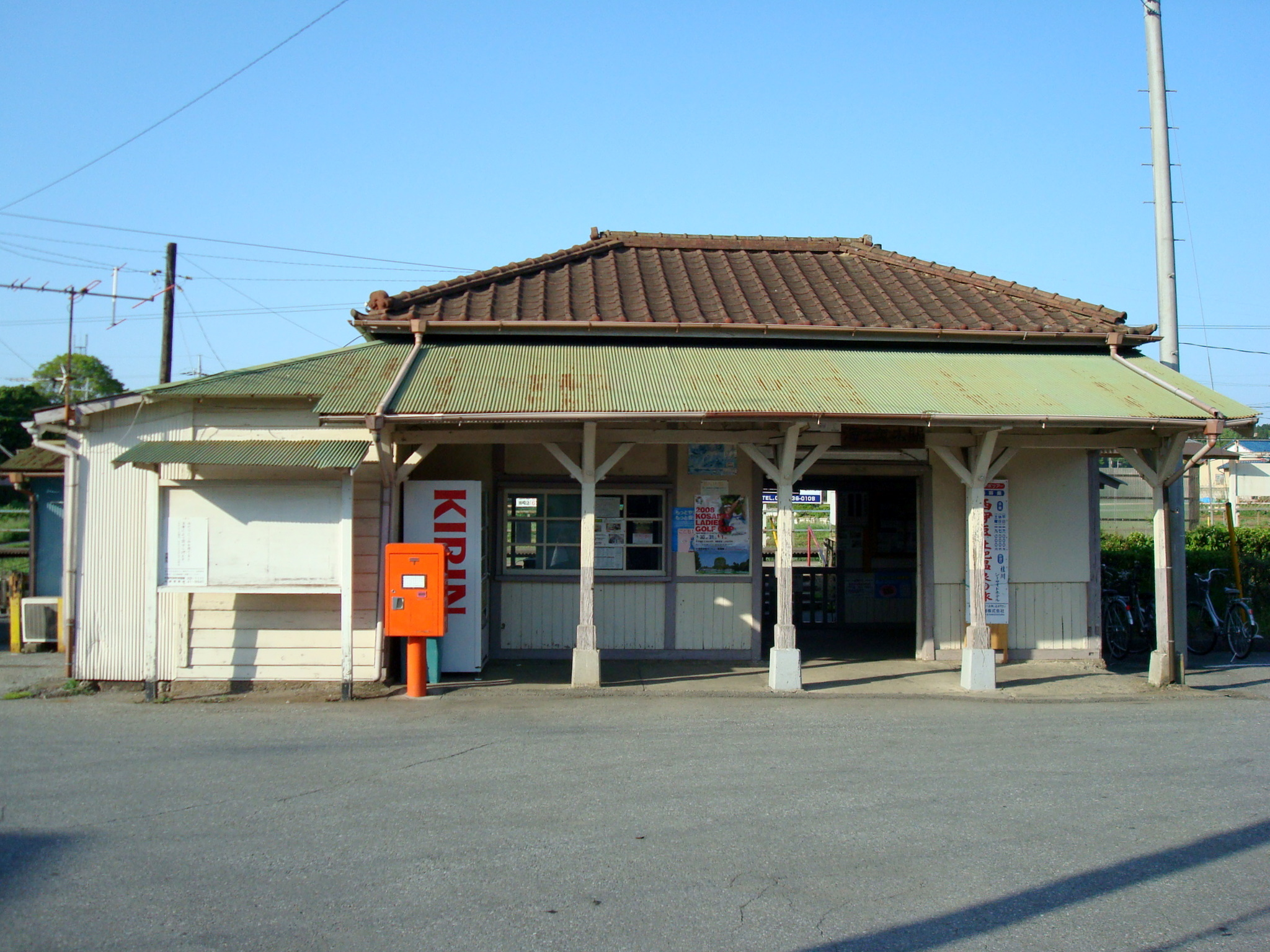
海士有木駅

### 鉄道
- 小湊鉄道（海士有木 - 上総三又 - 上総山田 - 光風台）